# Hors jeu (film, 1998)
Pour les articles homonymes, voir Hors-jeu.
Pour plus de détails, voir Fiche technique et Distribution.
Hors jeu est un film français réalisé par Karim Dridi en 1998 et sorti l'année suivante.

## Synopsis
Angelo, comédien sans travail, craque après avoir échoué à un énième casting. Aidé par son amie Concepcion, il prend en otage cinq vedettes de cinéma.

## Fiche technique
- Titre : Hors jeu
- Réalisation : Karim Dridi
- Scénario : Karim Dridi
- Musique : Jean-Christophe Camps et Andrès Roé
- Photographie : Patrick Blossier
- Montage : Lise Beaulieu
- Production exécutive : Alain Rozanès
- Société de production : ADR Productions
- Société de distribution : Les Films du Losange (France)
- Pays d'origine :  France
- Langue originale : français
- Genre : comédie dramatique
- Durée : 91 minutes
- Dates de sortie : 
  -  France : 25 novembre 1998

## Distribution
- Philippe Ambrosini : Angelo
- Rossy de Palma : Concepcion
- Patrick Bruel : lui-même
- Arielle Dombasle : elle-même
- Michel Galabru : lui-même
- Miou-Miou : elle-même
- Clotilde Courau : elle-même
- Thomas Langmann : le réalisateur
- Nicky Naudé : un cascadeur